# Jean Charest
Jean Charest (originalmente John James Charest; 24 de junio de 1958 en Sherbrooke) es un político y abogado quebequense del Partido Liberal de Quebec (Parti libéral du Québec). Fue primer ministro de la provincia de Quebec entre 2003 y 2012.

## Biografía
Abogado de formación ha sido diputado en la Cámara de los Comunes del parlamento federal por el Partido Progresista-conservador de Canadá entre 1984 y 1998. Ha ocupado varios Ministerios entre 1986 y 1993 (ministro de Estado de la Juventud, de la Condición Física y el Deporte Amateur, Ministro del Medioambiente) antes de convertirse en el jefe del partido después de la derrota electoral de 1993 hasta su dimisión del partido para suceder a Daniel Johnson (hijo) como jefe del Partido Liberal de Quebec (Parti Libéral du Québec) el 30 de abril de 1998.
Algunos meses más tarde, Jean Charest polo fue elegido diputado por la circunscripción de Sherbrooke para las elecciones generales del 30 de noviembre de 1998. Fue jefe de la oposición oficial del 15 de diciembre de 1998 al 29 de abril de 2003.
En las elecciones generales del 14 de abril de 2003, el Partido Liberal de Quebec (Parti Libéral du Québec) obtiene la mayoría. Jean Charest es entonces nombrado primer ministro de Quebec el 29 de abril de 2003. Tras las elecciones de 2007 continuó en el poder a la cabeza de un gobierno minoritario. En las elecciones del 8 de diciembre de 2008 Jean Charest lidera al Partido Liberal de Quebec y éste consigue nuevamente la mayoría absoluta en la Asamblea. Finalmente en las elecciones del 4 de septiembre de 2012 el Partido Quebequense obtuvo una mayor cantidad de circunscripciones poniendo fin a su gobierno. Tras la derrota de su partido, Charest anunció su retiro de la política.